# Dacrydium nidulum
Dacrydium nidulum de Laub., 1969 è una conifera della famiglia Podocarpaceae.

## Distribuzione e habitat
L'areale di questa specie si estende da Sulawesi in Indonesia, attraverso la Nuova Guinea, sino alle isole Figi.